# 藤女子大学
藤女子大学（ふじじょしだいがく、英語: Fuji Women's University）は、北海道札幌市北区北16条西2丁目21に本部を置く日本の私立大学。1925年創立、1961年大学設置。大学の略称は藤女子、藤。

## 概観

### 大学全体
学部は文学部と人間生活学部の2学部6学科、大学院は人間生活学研究科の1研究科2専攻からなる。
2024年3月まで、北海道では唯一の4年制女子総合大学であった。学校法人藤学園の運営で、1925年に創立された北海道初の5年制高等女学校である札幌藤高等女学校が起源。キャンパスは札幌市中心部の併設の中学高校と同じ敷地内にある文学部と、札幌市に隣接する石狩市花川にある人間生活学部からなる。道内の女子高等教育機関としては最も古い。

### 建学の精神（校訓・理念）
藤学園の創立者であるカトリック札幌教区初代教区長ヴェンセスラウス・キノルド司教の「北海道の未来は女子教育にある」との意思を受け継ぎ、キリスト教的世界観や人間観を土台として、女性の全人的高等教育を通して、広く人類社会に対する愛と奉仕に生きる高い知性と豊かな人間性を備えた女性の育成を使命としている。
校名の「藤」は、校訓の謙遜、忠実、潔白の徳目を象徴したものである。

## 沿革
（沿革節の主要な出典は公式サイト、大学案内冊子、「学校法人藤学園事業報告書」、各学校および社会福祉法人藤の園のホームページを参照）
- 1924年（大正13年）9月28日 - キノルド記念館と称する校舎の上棟式が行われ、この日を開校記念日と定める
- 1925年（大正14年）4月1日 - 高等女学校令による札幌藤高等女学校を札幌市北区北16条（現 藤学園本部、北16条キャンパス）に開設
- 1930年（昭和5年）4月1日 - 補習科を開設
- 1934年（昭和9年）4月 - マリア幼稚園を開設
- 1940年（昭和15年）12月13日 - 財団法人札幌藤高等女学校に改組
- 1944年（昭和19年）4月1日 - 補習科を廃止
- 1945年（昭和20年）5月 - のちの学校法人新墾藤学園（新墾藤学園養護学校・新墾藤学園中学校・新墾藤学園高等学校）へつながる裁縫学校を開設
- 1947年（昭和22年）3月31日 - 財団法人札幌藤高等女学校を財団法人藤女子専門学校と改称、専門学校令による藤女子専門学校開設（国語科・生活科）
- 1948年（昭和23年）
  - 4月1日 - 学制改革により藤女子中学・高等学校開設
  - 6月13日 - 財団法人藤女子専門学校から財団法人藤学園へ名称変更
- 1950年（昭和25年）4月1日 - 藤女子短期大学を開設（国文科、英文科、家政科）
- 1951年（昭和26年）
  - 2月24日 - 財団法人藤学園を学校法人藤学園に組織変更
  - 3月31日 - 藤女子専門学校を廃止
- 1952年（昭和27年）4月 - 学校法人新墾藤学園を設置認可。学校法人新墾藤学園が新墾藤養護学校を開設
- 1953年（昭和28年）4月 - 藤学園旭川高等学校を開設
- 1954年（昭和29年）4月 - 藤学園旭川中学校、藤保育専修学校を開設。学校法人新墾藤学園が新墾藤中学校を開設
- 1955年（昭和30年）
  - 3月31日 - 藤保育専修学校を廃止
  - 4月1日 - 藤女子短期大学に保育科を開設。旭川藤幼稚園を開設。学園創立30周年記念式典を挙行。青森藤幼稚園を開設
  - 9月30日 - 学園創立30周年記念式典を挙行
- 1956年（昭和31年）4月1日 - 北見藤女子高等学校、北見藤女子中学校を開設
- 1958年（昭和33年）4月1日 - 学校法人新墾藤学園が新墾藤高等学校を開設
- 1959年（昭和34年）4月1日 - マリア幼稚園を小樽藤幼稚園に改称
- 1960年（昭和35年）4月1日 - 藤女子短期大学に別科（家庭専修）を開設
- 1961年（昭和36年）4月1日 - 藤女子大学を開設（文学部国文学科、英文学科）
- 1962年（昭和37年）4月 - 苫小牧藤幼稚園を開設
- 1965年（昭和40年）
  - 4月 - 草加藤幼稚園を開設
  - 9月28日 - 学園創立40周年記念式典を挙行
- 1967年（昭和42年）4月 - 藤女子大学の旧文学部校舎をキノルド記念館と改称
- 1968年（昭和43年）4月 - 大麻藤幼稚園を開設
- 1969年（昭和44年）12月 - 学校法人新墾藤学園の新墾藤中学校および新墾藤高等学校が藤女子中学校・藤女子高等学校と統合、学校法人藤学園の寄付により社会福祉法人藤の園が設立されることとなる
- 1970年（昭和45年）
  - 3月 - 学校法人新墾藤学園の新墾藤中学校および新墾藤高等学校を閉校
  - 9月 - 社会福祉法人藤の園設立認可
- 1975年（昭和50年）11月1日 - 学園創立50周年記念式典を挙行
- 1980年（昭和55年）9月30日 - 藤女子短期大学30年、藤女子大学20年の開学記念式典を挙行
- 1984年（昭和59年）6月30日 - 藤学園セミナーハウス落成
- 1992年（平成4年）
  - 3月28日 - 石狩市花川南4条に花川キャンパスを開設
  - 4月1日 - 藤女子大学に人間生活学部（人間生活学科、食物栄養学科）を開設
- 2000年（平成12年）
  - 4月1日 - 藤女子短期大学を募集停止。藤女子大学文学部に総合文化学科を、人間生活学部に保育学科を開設。文学部に文化総合学科、人間生活学部に保育学科を開設。文学部の英文学科を英語文化学科に、国文学科を日本語・日本文学科に改称
  - 9月28日 - 藤女子短期大学50周年、藤女子大学40周年記念式典を挙行
- 2001年（平成13年）
  - 1月15日 - キノルド記念館を取り壊し
  - 8月1日 - 藤女子短期大学廃止認可
- 2002年（平成14年）4月1日 - 藤女子大学大学院人間生活学研究科（人間生活学専攻・食物栄養学専攻）修士課程を開設
- 2003年（平成15年）2月25日 - キノルド資料館が落成
- 2005年（平成17年）4月1日 - 大麻藤幼稚園を学校法人北海道カトリック学園へ設置者変更
- 2006年（平成18年）10月14日 - 学園創立80周年記念式典を挙行
- 2015年（平成27年）9月28日 - 学園創立90周年記念式典を挙行
- 2019年（平成31年）4月1日 - 旭川藤女子高等学校および北見藤女子高等学校を学校法人北海道カトリック学園へ設置者変更
- 2020年（令和2年）4月1日 - 藤女子大学人間生活学部にこども教育学科を開設。藤女子大学人間生活学部の保育学科を募集停止。旭川藤幼稚園を学校法人北海道カトリック学園へ設置者変更
- 2024年4月1日 - 藤学園と天使学園が合併し、設置者が学校法人藤天使学園となる[2]。
- 2025年4月1日 - 人間生活学部がウェルビーイング学部に、人間生活学科は地域創生学科に、食物栄養学科は食環境マネジメント学科に名称変更の予定。

## 所在地

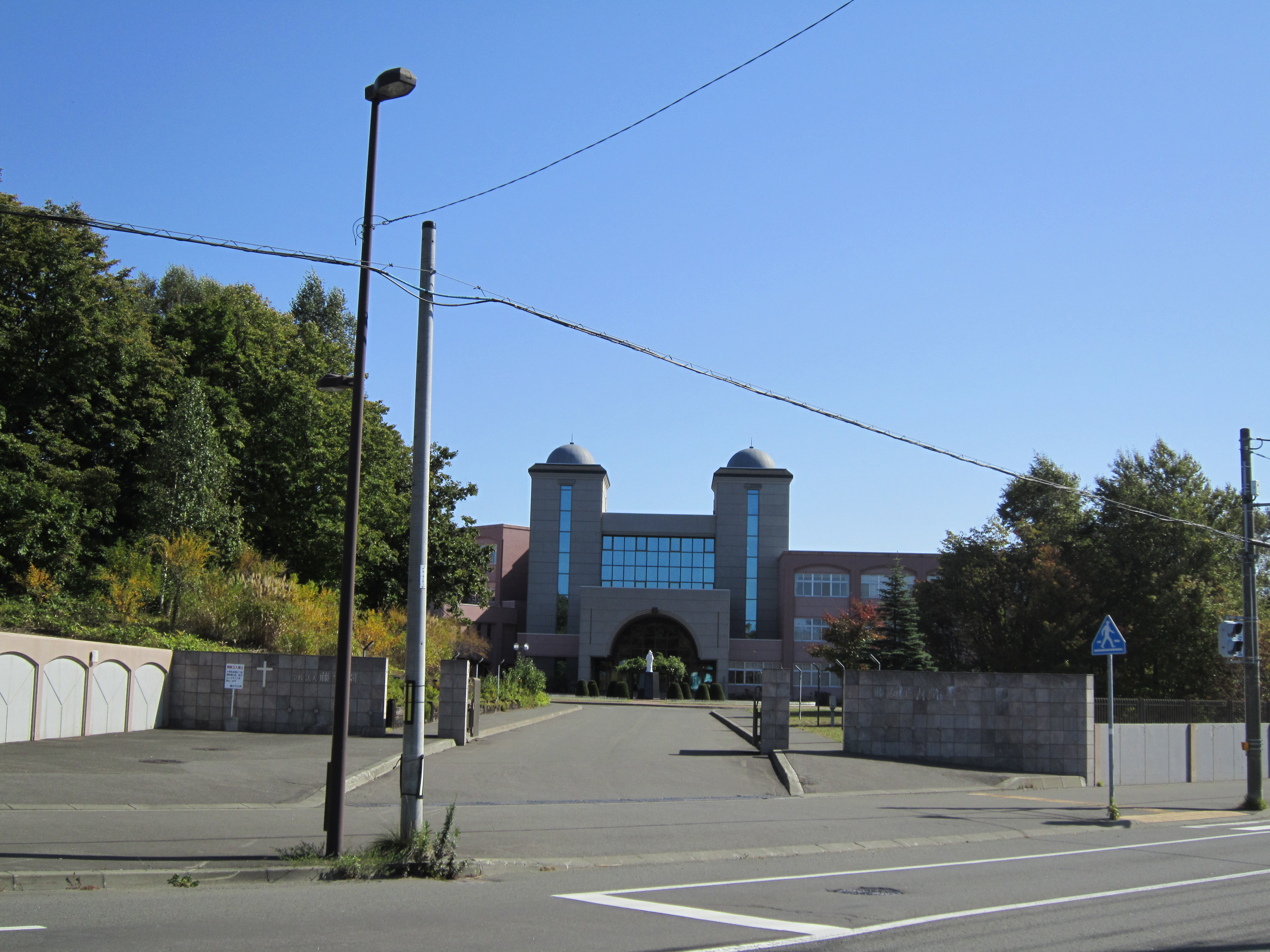
花川キャンパス

- 北16条キャンパス: 札幌市北区北16条西2丁目21番地
- 花川キャンパス: 石狩市花川南4条5丁目7番地[3]

## 教育および研究

### 組織

#### 学部・学科
- 文学部
  - 英語文化学科
  - 日本語・日本文学科
  - 文化総合学科

文学部は英語文化、日本語・日本文学、文化総合の三つの学科を持つ。英語文化学科は、英米文学、英語コミュニケーション、言語学、英語圏の地域研究など、日本語・日本文学科は古代から現代までの日本文学以外にも、日本語学や日本の現代文化（カルチュラル・スタディーズなど）を中心にカリキュラムが構成されている。文化総合学科は、文化人類学やコミュニケーション学などを中心とする「異文化コミュニケーション系列」、国際関係論や政治学、社会学、心理学、法学などを中心とする「社会と制度系列」、日本史（とくに中世、近世、北海道史）や西洋史を中心とする「歴史系列」、宗教学や思想、哲学を中心とする「思想と宗教系列」の四つの系列を中心とした学際的なカリキュラムで構成されている。
（2025年4月以降予定）
- ウェルビーイング学部
  - 地域創生学科
  - 食環境マネジメント学科
  - 保育学科

（2024年3月まで）
- 人間生活学部
  - 人間生活学科
  - 食物栄養学科
  - 保育学科

人間生活学部は人間生活、食物栄養、保育の三つの学科を持つ。人間生活学科では住居、環境、ジェンダー、開発学、福祉などを学ぶことができるほか、中学高校の家庭科教員免許の取得が可能である。食物栄養学科と保育学科は、管理栄養士や保育士などの資格取得に向けたカリキュラムを中心に学科の教育課程が編成されている。海外との交流も盛んで、人間生活学科ではフィリピン・セブ島でのフィールドワークが授業として組み込まれ、保育学科ではニューヨークの提携校での研修が行われている。また、学部が立地する石狩市を含め地域との連携、あるいは企業とのコラボレーションも活発である。毎年花川キャンパスから出荷される食物栄養学科の学生によるオリジナル・ブランドのワインは高い人気を誇っている。

#### 大学院
- 人間生活学研究科（修士課程）
  - 人間生活学専攻
  - 食物栄養学専攻

#### 附属機関
- 図書館
- 情報メディアセンター
- キリスト教文化研究所
- QOL研究所
- カトリックセンター
- 国際交流センター
- 保健センター
- 学生相談室
- セミナーハウス
- キノルド資料館（建材の一部を使い再建）

## 学内奨学金
給付型
- 藤の実奨学金（藤女子大学同窓会）

免除型
- クサベラ奨学金

貸与型
- キノルド司教記念奨学金
- 学費貸与奨学金

## 大学関係者と出身者
- 藤女子大学の人物一覧

## 大学の組織
- 藤の実会

## 対外関係

### 他大学との協定
- 札幌圏大学・短期大学単位互換協定(Green Campus)
（藤女子大学・札幌大学・札幌学院大学・札幌国際大学・東海大学札幌キャンパス・北翔大学・北星学園大学・酪農学園大学・札幌国際大学短期大学部・北星学園大学短期大学部・北翔大学短期大学部）

### 国際交流
東南・東アジアカトリック大学連盟（ASEACCU）加盟校

### 海外の協定校
- アメリカ合衆国
  - マリアン大学
  - セント・エリザベス大学
  - ベネディクティン大学
- イギリス
  - リーズ大学
  - ケント大学
  - ニューカッスル大学
  - ロンドン大学ユニバーシティ・カレッジ
- オーストラリア
  - オーストラリアカトリック大学
  - グリフィス大学
- カナダ
  - カルガリー大学
  - マキュワン大学
- 韓国
  - 韓国カトリック大学
  - 明知大学
- 中華民国（台湾）
  - 輔仁大学
- 中華人民共和国
  - 上海外国語大学
- フィリピン
  - サンカルロス大学

### 国内における大学間協定
日本カトリック学校連合会日本カトリック大学連盟加盟校
2012年度より、同じカトリック 教育に基づく上智大学との間で、1年間に及ぶ学生相互派遣（単位互換制度）がスタート。

### 地域との連携
石狩市と藤女子大学は、相互が協力し活力のある個性豊かな地域社会の形成および発展に寄与することを目的として、2010年に包括協定を結んでいる。